# Ellis Clarke

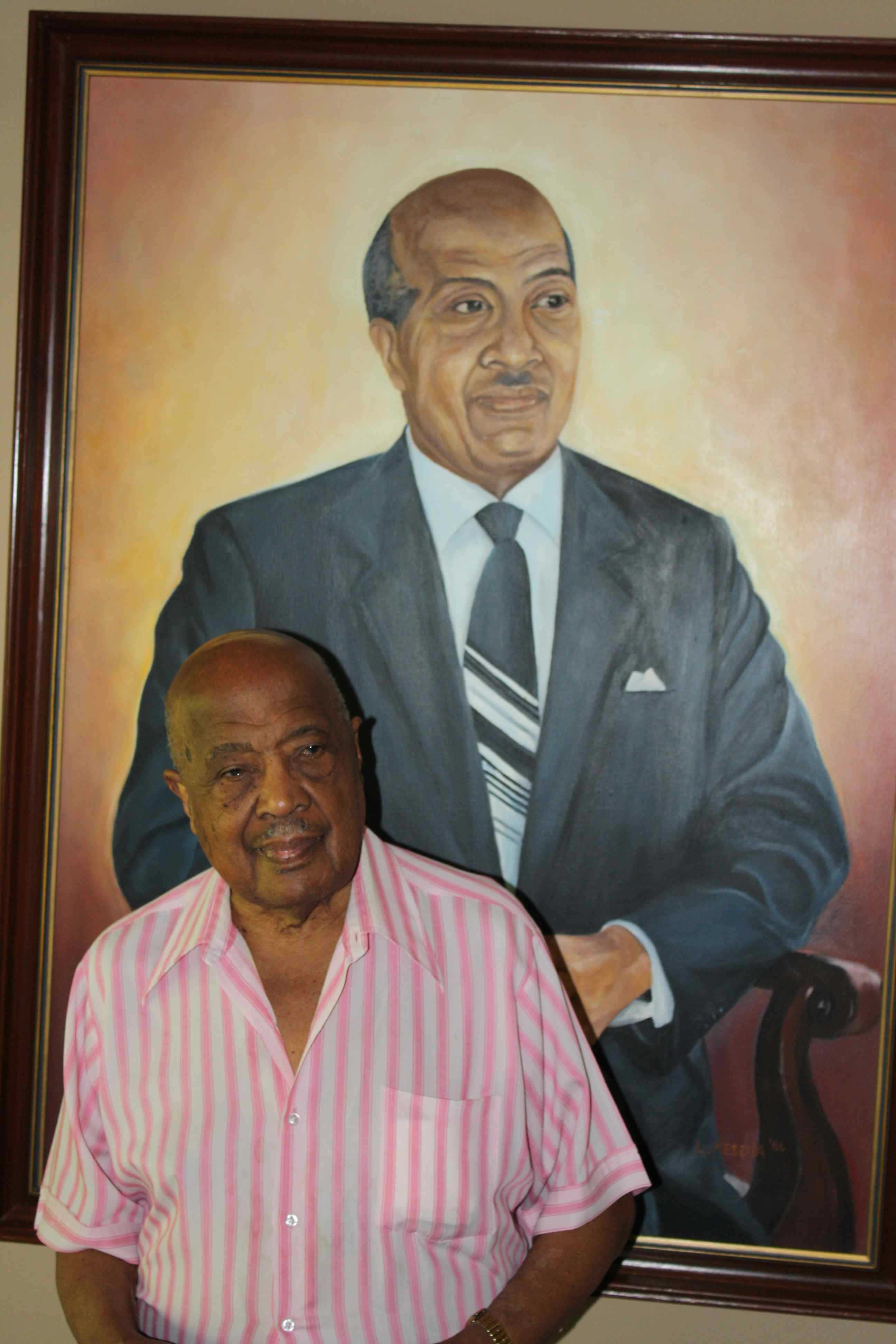
Ellis Clarke

Ellis Emmanuel Innocent Clarke, född 28 december 1917 i Belmont, Port of Spain, död 30 december 2010, var en trinidadisk politiker. Han var Trinidad och Tobagos generalguvernör 1973–1976, och efter att presidentämbetet inrättades var han landets president 1976–1987.
Clarke hade avlagt juristexamen i London och arbetat som advokat innan han innehade flera olika poster i kolonins förvaltning. Efter självständigheten och att Trinidad och Tobago 1976 utropades till republik valde elektorskollegiet Clarke till president utan motkandidat.
Clarke avled i december 2010 efter att ha fått ett slaganfall i november samma år.